# Emil von Renesse
Emil August Ludwig Karl Heinrich von Renesse (* 26. Juni 1850 in Amelsbüren, heute: Münster; † nach 1916) war ein deutscher evangelischer Theologe und Pädagoge. Er ist vor allem bekannt für die frühe deutschsprachige Übersetzung der Didache von 1891.

## Leben

### Studium und Beruf
Renesse wurde 1850  als Sohn eines Gutsbesitzers im Haus Kannen in Amelsbüren geboren. Im Jahr 1868 machte er sein Reifezeugnis in Münster. Anschließend studierte Theologie an der Georg-August-Universität Göttingen, wo er 1869 Mitglied des ein Jahr zuvor gegründeten Göttinger Wingolf wurde. Als Einjährig-Freiwilliger nahm er 1870 bis 1871 am Deutsch-Französischen Krieg teil. Von 1875 bis 1876 war er Lehrer an der Realschule I. Ordnung zu Steinfurt und 1877 an der städtischen Mittelschule in Ohligs. Später, 1877 bis 1894, wurde er Oberlehrer am Städtischen Ev. Gymnasium zu Lauban, und ab 1894 am Königlichen Gymnasium zu Oels. Renesse wurde 1916 pensioniert.

### Übersetzung der Didache
Renesse wurde 1891 für seine Übersetzung der Didache bekannt, die er unter dem Titel Die Lehre der Zwölf Apostel in Gießen veröffentlichte. Die Ausgaben von 1891, 1892 und 1897 wurden zu einer deutschen Standardübersetzung der Didache, mit der z. B. auch Max Weber  arbeitete. Die Lehre der Zwölf Apostel gliedert sich in drei Teile: 1. Text, Übersetzung, Anmerkungen, 2. Erörterungen über den Zweck und Inhalt der Didache und 3. Untersuchungen über Echtheit, Quellen, Zeit und Ort der Entstehung, sowie die Bearbeitung der Didache in späteren Schriften. Der dritte Teil war erst in der dritten Ausgabe 1897 zu finden.

## Schriften (Auswahl)
- Die Lehre der Zwölf Apostel – Übersetzung und eingehende Erklärung nebst Untersuchungen über die Entstehung sowie die Bearbeitung der Didache in den späteren Schriften, Hofbuchdr. v. A. Ludwig, 1897.
- Was wir zur kirchlichen Erziehung unserer Schüler thun II, in: Zeitschrift für den evangelischen Religionsunterricht (ZevRU), 4. Jahrgang, Berlin 1893, S. 145f.[4]
- Führer durch die Ölser ev. Kirchen Grüneberger, Oels 1914.